# ジェームズ・マイケル・タイラー
ジェームズ・マイケル・タイラー（James Michael Tyler, 1962年5月28日 - 2021年10月24日）は、アメリカ合衆国の俳優である。NBCのシットコム『フレンズ』のガンター役で知られている。

## 生い立ちと私生活
ミシシッピ州グリーンウッドで5人きょうだいの末っ子として生まれる。10歳の時に父親、11歳の時に母親が亡くなり、12歳の時にサウスカロライナ州アンダーソンに姉と共に移住する。1982年にアンダーソン・カレッジ（現在のアンダーソン大学）で2年制学士、1984年にクレムゾン大学で地質学士を得て卒業した。クレムゾン時代は学生演劇グループのグレムゾン・プレイヤーの一員であった。この経験により彼は俳優を志し、1987年にジョージア大学で芸術修士号を取得した。
1995年に結婚したが2003年に別居し、2014年に離婚を申請した。
2021年10月24日、ロサンゼルスの自宅で死去した。59歳没。

## キャリア
1994年から2004年にかけてタイラーはシットコム『フレンズ』でガンターを演じた。ガンターはコーヒーショップのセントラルパークの店長であり、ジェニファー・アニストン演じるレイチェル・グリーンへ片想いするという役どころであった。彼は『フレンズ』全236話中148話に出演しており、最も頻繁に登場するゲストキャラクターであった。
2009年、『フレンズ』の15周年イベントでロンドンのカーナビー・ストリートにセントラルパークのレプリカが2週間限定で設置された際にタイラーも参加した。また2014年の20周年イベントでソーホーにセントラルパークが開かれた際も参加した。

## 主なフィルモグラフィ

### 映画
| 年   | 日本語題 原題             | 役                   | 備考 |
| ---- | ------------------------- | -------------------- | ---- |
| 1998 | The Disturbance at Dinner | ウィルソン・ポマード |      |
| 1999 | Foreign Correspondents    | ランディ             |      |
| 1999 | Motel Blue                | オスカー・ベヴィンズ |      |
| 2010 | Jason's Big Problem       | ブレイン             |      |

### テレビシリーズ
| 年        | 日本語題 原題                                     | 役                 | 備考                                      |
| --------- | ------------------------------------------------- | ------------------ | ----------------------------------------- |
| 1994-2004 | フレンズ Friends                                  | ガンター           | 計148話出演                               |
| 2000      | Just Shoot Me!                                    | ドクター           | 第5シーズン第4話「Donnie Returns」        |
| 2001      | サブリナ Sabrina, the Teenage Witch               | イーサン           | 第5シーズン第11話「My Best Shot」         |
| 2005      | Scrubs〜恋のお騒がせ病棟 Scrubs                   | セラピスト         | 第4シーズン第23話「My Faith in Humanity」 |
| 2012      | マット・ルブランの元気か〜い?ハリウッド! Episodes | 本人役             | 第2シーズン第6話「マット フレンズと再会」 |
| 2013      | Modern Music                                      | チャド・レヴィッツ | 計5話出演                                 |